# Supergrass
Supergrass — британская группа альтернативного рока, образованная в 1993 году бывшими участниками инди-группы The Jennifers и получившая известность на волне брит-попа в 1995—1996 годах. Квартет с фронтменом Гэзом Кумбзом во главе начал своё восхождение с быстрых, запоминающихся поп-панк-синглов, соединив в своём раннем творчестве (согласно Allmusic) влияния — с одной стороны Buzzcocks, The Jam и Madness, с другой — мод-рока (The Kinks, The Small Faces) и глэма (T. Rex). В последующие годы музыка Supergrass усложнялась и смягчалась, наполянясь нео-психоделическими и позднебитловскими мотивами. Группа становилась лауреатом Ivor Novello и Mercury Prize, трижды получала Brit Awards.
Шесть альбомов группы входили в первую десятку UK Albums Chart; дебютный I Should Coco в 1995 году в течение трёх недель возглавлял списки. Из шести синглов, поднимавшихся в первую десятку UK Singles Chart наибольшего успеха (#2) достигали «Alright / Time» (1995) и «Richard III» (1997). Два первых альбома Supergrass вошли в список «1000 альбомов, которые ты должен успеть прослушать, прежде чем умрешь».

## История группы
Гэз Кумбс и Дэнни Гоффи (сын известного журналиста Криса Гоффи, одного из ведущих телепрограммы «Top Gear») учились вместе в Уитли неподалёку от Оксфорда. Дэнни, будучи на два года старше, поначалу не обращал на Гэза никакого внимания. Родители последнего (мать — преподаватель английского, отец — руководитель фирмы, занимающейся химическим анализом продуктов) всегда считали мальчика вундеркиндом. Отец и брат Бобби неплохо играли на фортепиано, Гэз с детства был окружен пластинками, кассетами и музыкальными инструментами. Свою первую гитару он получил в 11 лет. К двенадцати у него уже появились демо-плёнки, записанные с приятелем, подыгравшим ему на клавишных.

### The Jennifers
В тринадцатилетнем возрасте Гэз Кумбс отказался от услуг клавишника, а взамен пригласил басиста и барабанщика — последним стал Дэнни Гоффи. Ещё через полгода трио, назвавшее себя The Jennifers, появилось на концертных площадках Оксфорда с репертуаром, составленным из кавер-версий The Smiths, The Cure, Dinosaur Jr и одной собственной композиции. (Эта песня, «You Keep Punching Me», до сих пор у Гэза остается в числе любимых). Свой первый контракт, с Nude Records, группа подписала, когда Гэзу было 14 лет. Тут же изменился состав: сюда вошёл Ник Гоффи (брат Дэнни) и очень замкнутый парень по имени Энди (бас), позже бросивший музыку и поступивший в Бристольский университет. На этом карьера The Jennifers завершилась.
Микки Куинн, выходец из среднего класса (отец — биолог, мать — работник социальных служб) по окончании школы сменил множество мест работы, много путешествовал, и наконец осел в местном «Харвестере». Все свободное время он проводил в спальне, экспериментируя я с заимствованным у друзей 4-канальным магнитофоном. Однажды в гости к нему зашёл Гэз (брат Бобби Кумбса, с которым Микки был знаком по школе), который после распада The Jennifers репетировал с другой знаменитостью местного масштаба, Тарой Милтоном (экс — 5:30, Nubiles). Микки пришёл на репетицию и квартет несколько раз сыграл в джэме: Дэнни Гоффи — на барабанах, Микки и Гэз — на гитарах, Тара Милтон — на басу. Ощутив диссонанс, Мик, Дэнни и Гэз несколько встретились втайне, без лидера коллектива. В ходе первого же джема возникло трио Supergrass.

### Supergrass: 1994—1999
Свой первый сингл, автобиографический «Caught by the Fuzz» (о том, как Гэза поймали с «травой») группа выпустила летом 1994 на Backbeat Records (он был взят с демо-плёнки, которую записал для группы продюсер Сэм Уильямс).
Первый тираж, выпущенный ограниченным тиражом, был распродан немедленно, во многом благодаря поддержке Джона Пила на Radio One. Parlophone Records, подписав с группой контракт, перевыпустили сингл осенью того же года, он поднялся лишь до 43-го места, но вызвал восторженные отзывы прессы (был объявлен «Синглом недели» в NME и Melody Maker одновременно, что случалось в истории крайне редко), а также многих музыкантов (Blur, Elastica).
Второй сингл «Mansize Rooster», выпущенный весной 1995 года, поднялся до 20-го места в Британии, третий, «Lenny» — до 10-го. Дебютый альбом I Should Coco произвел фурор и о Supergrass заговорили как об открытии года.

На концертах Supergrass творится нечто невообразимое. Даже ветераны рекординг-бизнеса не припоминают подобного. Как только на сцене появляется Гэз, девочки принимаются дико визжать: наверное, даже их мамы на концертах «Битлз» вели себя сдержаннее. Ребята отплясывают бешеный «пого», не останавливаясь передохнуть, даже когда начинается что-нибудь сравнительно медленное, вроде блюзоподобной «Time». Билеты на все концерты группы раскупаются за несколько часов. Но стоит ли удивляться? Ведь на протяжении полутора последних десятилетий в Британии ещё не было группы, которая создавала бы музыку столь мощную и талантливую, маниакальную, искреннюю и, главное, адресованную при этом исключительно поколению шестнадцатилетних.. — Тед Кесслер, New Musical Express, 1995.
Альбом немедленно поднялся в «десятку», а после успеха сингла «Alright/Time» (#2 UK Singles Chart) возглавил британские чарты. Группа сыграла на нескольких британских фестивалях, а после выступления на Hollywood Rock Festival в Рио в апреле 1996 года встретилась с легендарным грабителем Ронни Биггсом который (если верить участникам группы), сказал им: «Я до смерти перепугался, узнав, что где-то поблизости орудует суперграсс». Фотография Ронни и Гэза была включена в видеоклип к синглу «Going Out» того же года. Сингл поднялся в Британии до 5 места и разошёлся 100-тысячным тиражом.
Взяв небольшой отпуск в 1996 году, Supergrass вернулись в Sawmills Studios для работы (c продюсером Джоном Корнфилдом) над альбомом In It For The Money, который вышел в апреле 1997 года, был тепло встречен критикой и стал впоследствии платиновым в Британии. Синглами из него вышли «Richard III» (#2), «Sun Hits the Sky» (#10) и «Late In The Day» (#18).

### 1999—2010
Группа вновь взяла паузу, после которой вернулась в 1999 году с синглом «Pumping on Your Stereo» (1999), за которым последовал третий альбом Supergrass (1999, в США — весной 2000). Альбом, записанный в Sawmills Studios с продюсером Корнфилдом, стал платиновым в Великобритании и получил хорошие рецензии, но в целом вызвал меньший интерес, чем предшественники. Синглы «Moving» и «Mary» также имели умеренный успех.
После трёх лет относительного затишья группа вернулась с четвёртым альбомом Life on Other Planets (сентябрь 2002): он достиг в списках 9-го места и стал впоследствии «золотым» в Британии. Здесь впервые Роб Кумбс был указан как официальный участник Supergrass. Следующие три года группа провела в гастролях. В 2004 году вышел сборник Supergrass Is 10, приуроченный к десятилетию со дня образования группы: он поднялся в Британии до 4-го места.
Для работы над пятым альбомом группа создала собственную студию во Франции, но вынуждена была несколько раз прерывать работу (в связи с кончиной матери братьев Кумбс). Road to Rouen вышел в августе 2005 года и поднялся до 9-го места в Британии (получив впоследствии серебряный статус). Синглами из альбома вышли «St. Petersburg» (#22 UK) «Low C» и «Fin», не вошедшие в Top 40. Группа провела всемирные гастроли, побывав в Японии, Южной Америке, США и Европе.
Шестой альбом Diamond Hoo Ha записывался с января по ноябрь 2007 года в Берлине и Нью-Йорке. В разгар работы над ним басист Мик Куинн (страдающий лунатизмом) оказался в больнице после того, как выпал ночью из окна, сломав позвонок и раздробив пятку. Альбом вышел в марте 2008 года, с синглами — «Diamond Hoo Ha Man» и «Bad Blood».
13 апреля 2010 года группа официально заявила о своём распаде. «Благодарим всех тех, кто поддерживал нас на протяжении этих долгих лет, — говорят вокалист Газ Кумбс, басист Мик Куинн, барабанщик Дэнни Гоффри и клавишник Роб Кумбс. — Мы продолжаем оставаться большими друзьями, но — как бы банально это ни звучало — музыкальные различия вынуждают нас разойтись. И мы искренне желаем друг другу успехов во всех начинаниях». Сообщается, что по завершении тура Гоффри и Газ Кумбс сосредоточатся на новом проекте The Hotrats. Перед расформированием группа провела прощальный мини-тур по Европе, состоящий из четырёх дат. Музыканты отыграли в Глазго, Манчестере и Лондоне и завершили гастроли концертом 11 июня в Париже.

## Дискография

### Альбомы
- I Should Coco — (1995, #1 UK)
- In It for the Money (1997, #2 UK)
- Supergrass — (1999, #3 UK)
- Life on Other Planets (2002, #9 UK, #195 US)
- Road to Rouen — (2005, #9 UK)
- Diamond Hoo Ha — (2008, #19 UK)

### Сборники
- Supergrass Is 10 (2004) #4 UK

### Синглы
- «Caught By The Fuzz» (1994, #43)
- «Mansize Rooster» (1995, #20)
- «Lose It» (1995, #75)
- «Lenny» (1995, #10)
- «Alright/Time» (1995, #2)
- «Going Out» (1996, #5)
- «Richard III» (1997, #2)
- «Sun Hits the Sky» (1997, #10)
- «Late in the Day» (1997, #18)